# Музей Мармоттан-Моне

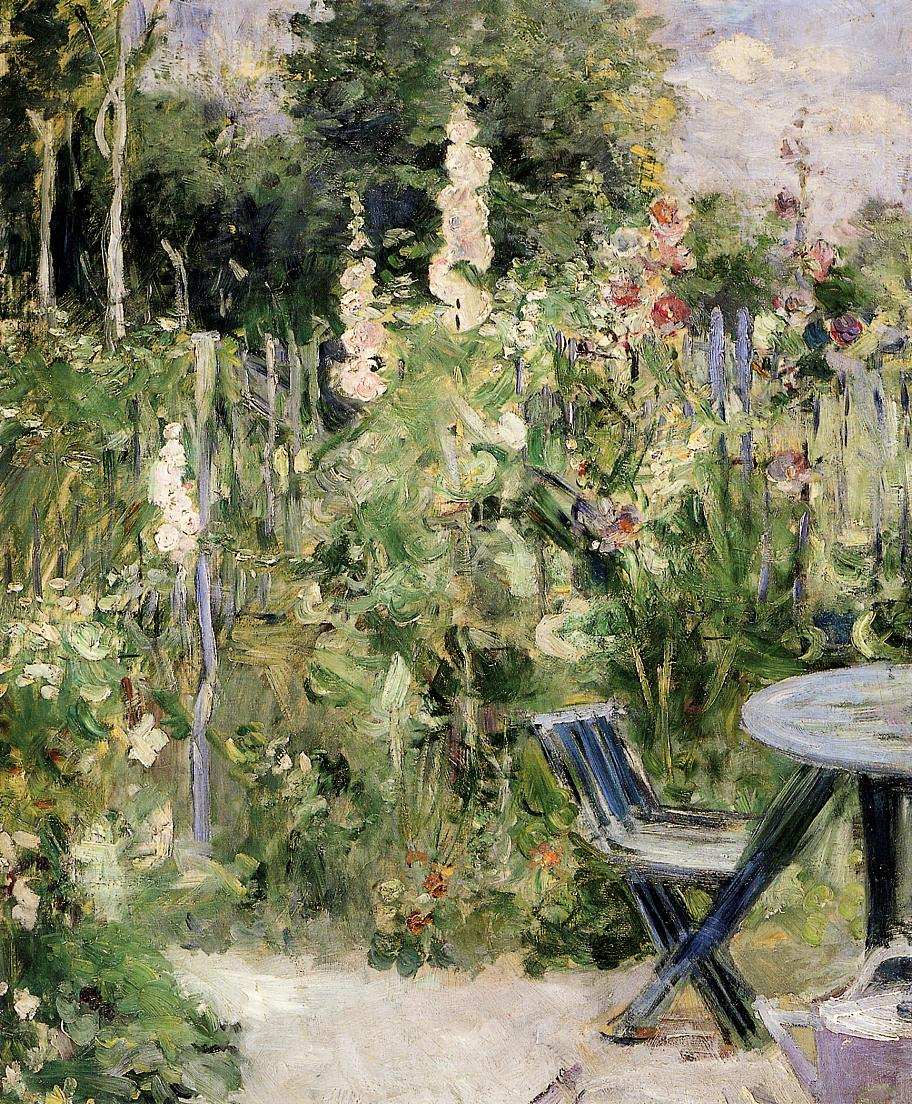
Берта Морізо. Мальви

Музей Мармоттан-Моне (фр. musée Marmottan) — музей образотворчих мистецтв у 16 окрузі Парижа. У колекції є близько трьохсот полотен імпресіоністів і постімпресіоністів.
Колекція містить роботи Клода Моне (найбільше зібрання у світі), Берти Морізо, Едгара Дега, Едуарда Мане, Альфреда Сіслея, Каміля Піссарро, Поля Гогена, Поля Сіньяка і П'єра-Огюста Ренуара. Крім того там знаходяться ілюміновані рукописи, твори мистецтва епохи Наполеона, а також італійський і фламандський живопис.

## Створення
Мисливський будиночок біля Булонського лісу, що належав сім'ї герцога Вальмі, був куплений в 1882 року Жюлем Мармоттаном. Жюль мав колекції мистецтва Середньовіччя та Ренесансу. Син Жюля Поль, зацікавлений епохою Наполеона, розширив колекцію батька, додавши ще картин і меблів.
Жюль Мармоттан — відомий паризький адвокат і знавець живопису італійських, фламандських художників, німецьких примітивів (так називали в XIX ст. художників Середньовіччя і проторенесанса). Його син Поль багато подорожував по Італії, Голландії, Іспанії, Польщі, Австрії, Греції та Єгипту, поповнюючи й розширюючи батьківську колекцію. Він також збирав книги, документи і твори мистецтва, що відображають історію наполеонівської Франції, в тому числі картини, малюнки, гравюри, шпалери, меблі, вироби з бронзи, скла та порцеляни в стилі Ампіру. У 1932 році Поль Мармоттан заповів свій особняк і колекцію французькій Академії витончених мистецтв, яка в 1934 році відкрила його як музей. У 1950 році дочка Поля поповнила колекцію картинами французьких імпресіоністів, які в останні роки почав збирати її батько .
Музей став широко відомий в 1985 році, коли звідти вкрали один з головних скарбів колекції — картину Моне «Враження. Схід сонця». 28 жовтня 1985 року п'ять озброєних людей в масках з пістолетами викрали дев'ять картин з колекції музею. Роботи були оцінені у 12 мільйонів доларів.
П'ять років потому поліцейські виявили шедеври на Корсиці та повернули їх законному власнику. Окрім цього там було знайдено дві картини Жана-Батиста Каміля Коро, вкрадені в 1984 році з місцевого музею у Франції.

## Експозиція
Спочатку експозиція складалася з предметів Першої Імперії. Глибоке знання цієї історичної епохи Полем Мармоттаном в поєднанні зі значними фінансовими ресурсами, дозволили йому сформувати колекцію, що охоплює майже всі області мистецтва. Тут є твори Франсуа-Ксавьє Фабра, Франсуа Жерара, Карла Верне.
Але незабаром експозиція змінилася завдяки двом великим пожертвуванням. У 1957 році Віктор Доноп де Монче віддав музею значну колекцію робіт імпресіоністів, що належала його батькові, доктору Жоржу де Белліо, лікарю Моне, Піссаро та Ренуара та одному з перших їх прихильників. У 1966 році другий син Клода Моне, Мішель, віддав 65 робіт свого батька музею, тим самим створивши найбільшу в світі колекцію картин Моне.
Жак Карлу, тодішній куратор музею, побудував спеціальну виставкову площу для творів Моне в нижньому рівні музею. Великі, відкриті кімнати дозволяють відвідувачам  подивитися на полотна Моне як вгорі, так зблизька та здалеку.
У музеї також експонуються середньовічні ілюміновані манускрипти, твори Фрагонара, Ренуара, Гогена та інших художників.
У 1980 році Даніель Вільденштейн заповів Академії образотворчих мистецтв, музею Мармоттан-Моне колекцію манускриптів свого батька Жоржа. Ця престижна колекція містить сотні одиниць, є однією з найбільших у світі.
Музей Мармоттан-Моне має одне з найбільшіх зібрань живопису імпресіоністів. У 1996 році колекцію музею збагачують роботами Берти Морізо, Едуарда Мане, Едгара Дега, Огюста Ренуара.
Зі спадщиною Денис та Енні Роуарт в 1993 році музей Мармоттан-Моне отримав багату колекцію Берти Морізо, яка є найбільшим зібранням робіт цієї художниці. 

## Спадщина Клода Моне

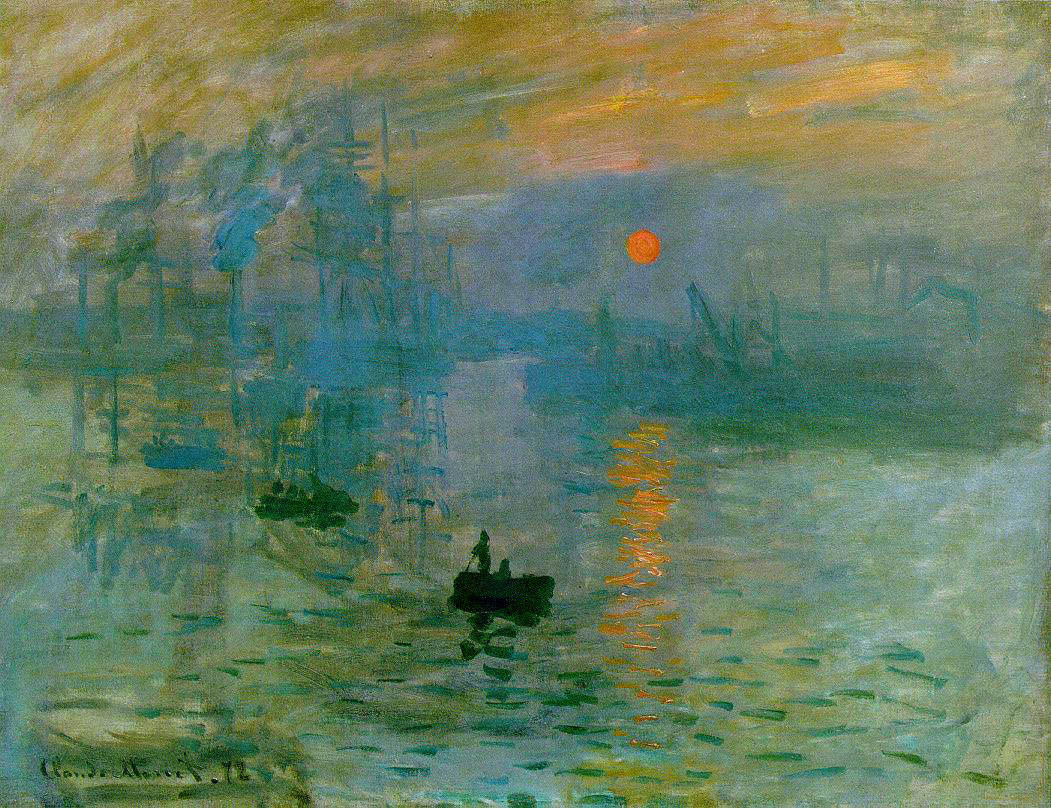
Клод Моне. Враження. Схід сонця

Музей містить найбільшу колекцію творів Моне у світі. Також тут є фотографії, листи, особисті речі художника. Всього у музеї зберігається 94 картини, 29 малюнків.
Картини відображають еволюцію техніки Моне, бо зібрані з різних етапів його творчості.
У колекції є відоме полотно «Враження. Схід сонця». У 1874 році серед робіт, відібраних художниками-імпресіоністами для своєї першої великої виставки, влаштованої в майстерні знаменитого фотографа Надара на бульварі Капуцинів, була і ця картина Моне. Картину вважають першим прикладом імпресіонізму.
Також музей містить такі роботи Моне як «Білі кувшинки. Гармонія синього та фіолетового», «Японський міст», «Лондон. Парламент. Роздуми на березі Темзи».
Головною гордістю музею є величезна колекція полотен водяних лілій Клода Мане. Їх вартість становить понад 30 мільйонів доларів.
Після операції на очах Моне не сприймав деякі кольори, але продовжував використовувати їх в живописі. Йому доводилося запам'ятовувати, у якому місці знаходяться ті або інші кольори на його палітрі. Тому одна з основних цілей експозиції в музеї Мармоттан — за допомогою комп'ютерних ефектів показати, що насправді бачив художник, пишучи картини в саду Живерні. Крім живописних робіт, відвідувачі також можуть ознайомитися з листуванням митця з лікарями і побачити жовті окуляри, які Моне довелося носити після операції.

## Виставки
Часто у музеї проходять виставки. Наприклад, на початку 2009 року тривала виставка «Моне, око імпресіоніста», на початку 2010 року — «Фовісти та експресіоністи. Від Ван Донгена до Отто Дікса. Шедеври музею Фон дер Хайдт». Експозиція містила близько 50 картин французького та німецького живопису.
До 20 лютого 2011 року тривала виставка «Клод Моне: його музей», на якій був вперше виставлений весь фонд робіт Моне, що знаходиться у володінні музею. На ній було представлено 149 творів художника, а також його листи та інші документи . 
До 19 лютого 2012 року триватиме виставка з приватних колекцій та музеїв «Анрі Едмон Крест та неоімпресіонізм. Від Сера до Матісса».
Окрім тематичних виставок, у музеї проходять концерти. 

## Час роботи
Музей Мармоттан-Моне працює з вівторка по неділю з 10 до 18 години, а у четвер — до 20 години. Музей закритий для відвідувачів у понеділок.
Адреса: 2, Rue Louis-Boilly, 75016 Париж, Франція

## Галерея

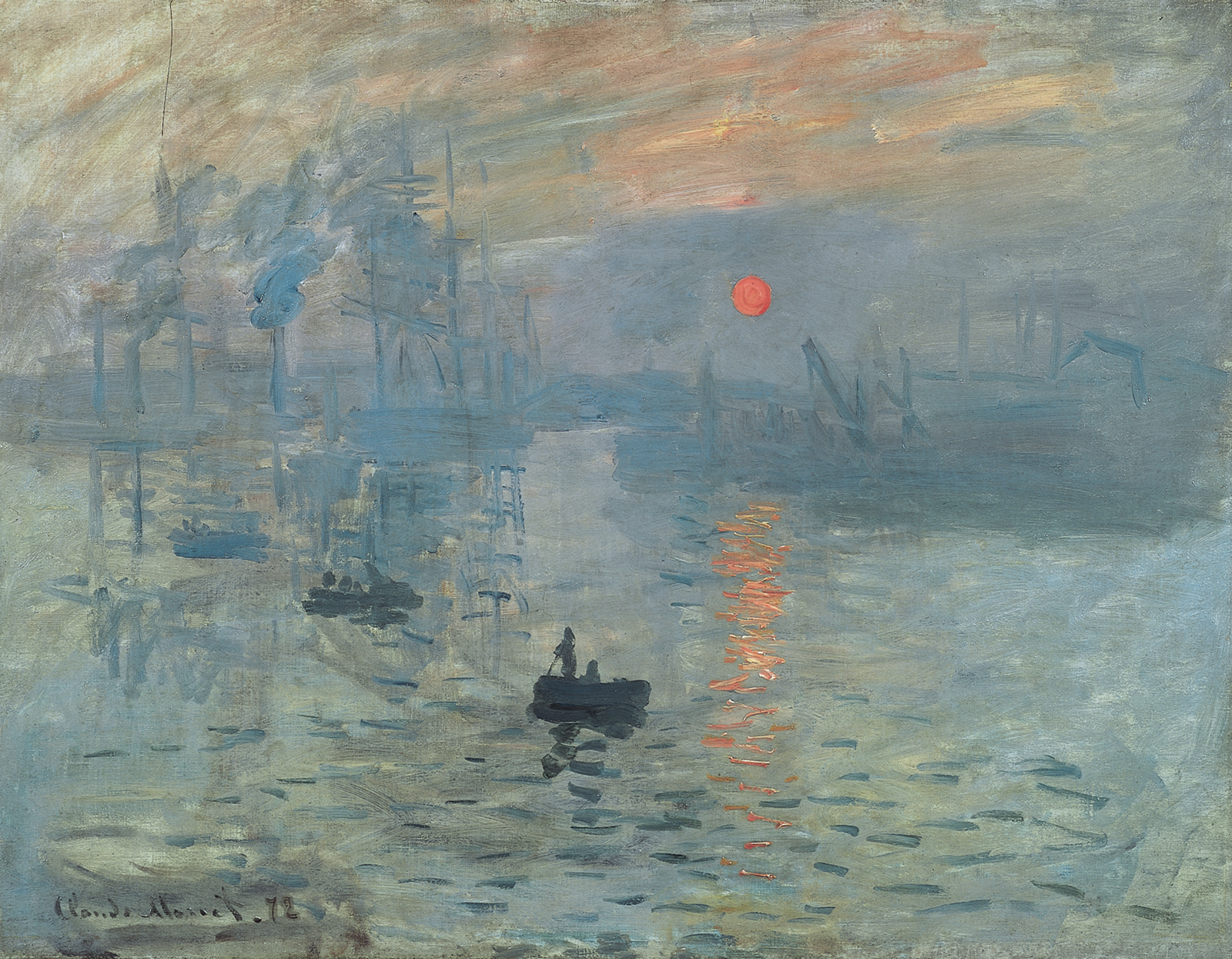
Клод Моне. Враження. Схід сонця
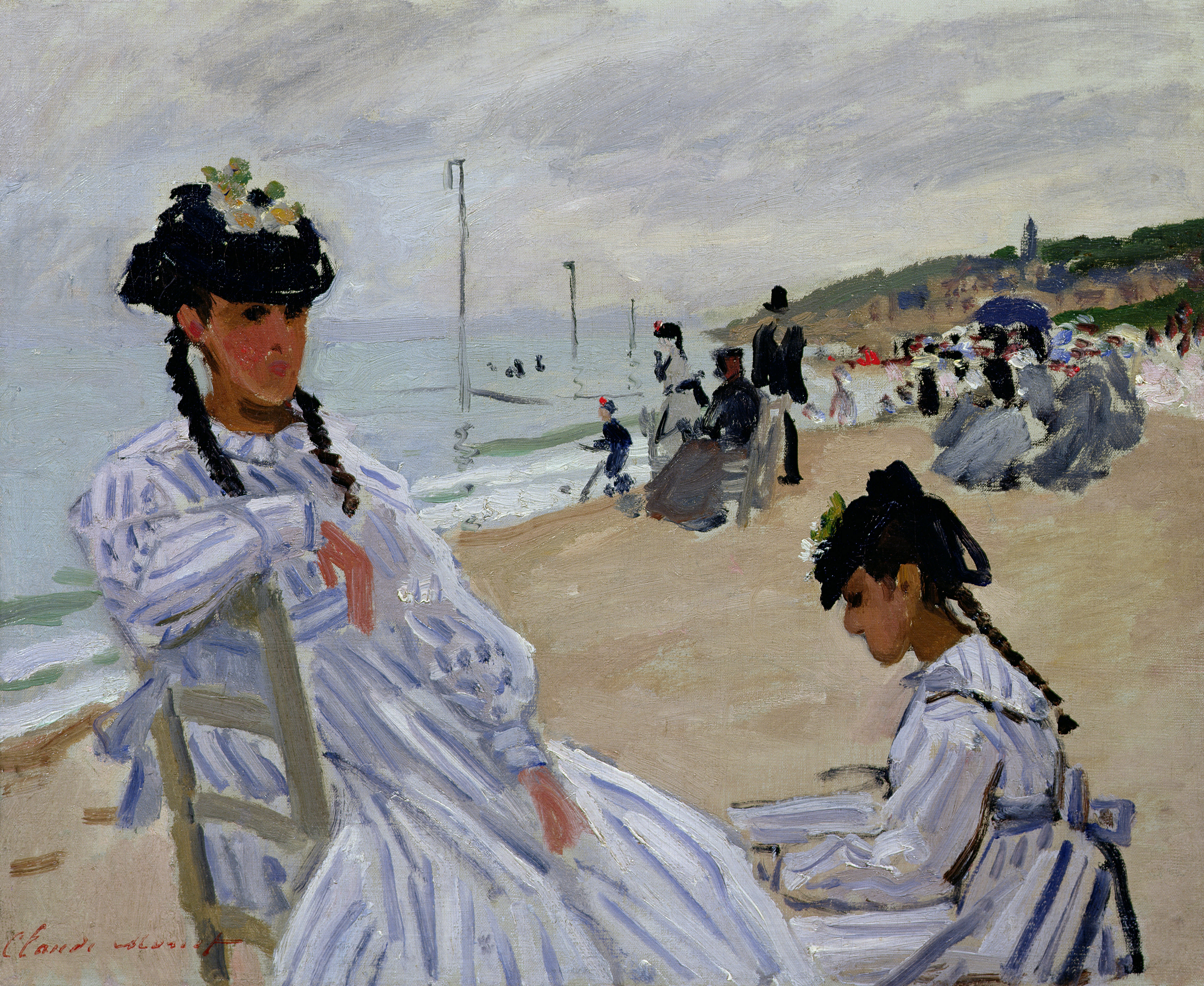
Клод Моне. Sur la plage à Trouville
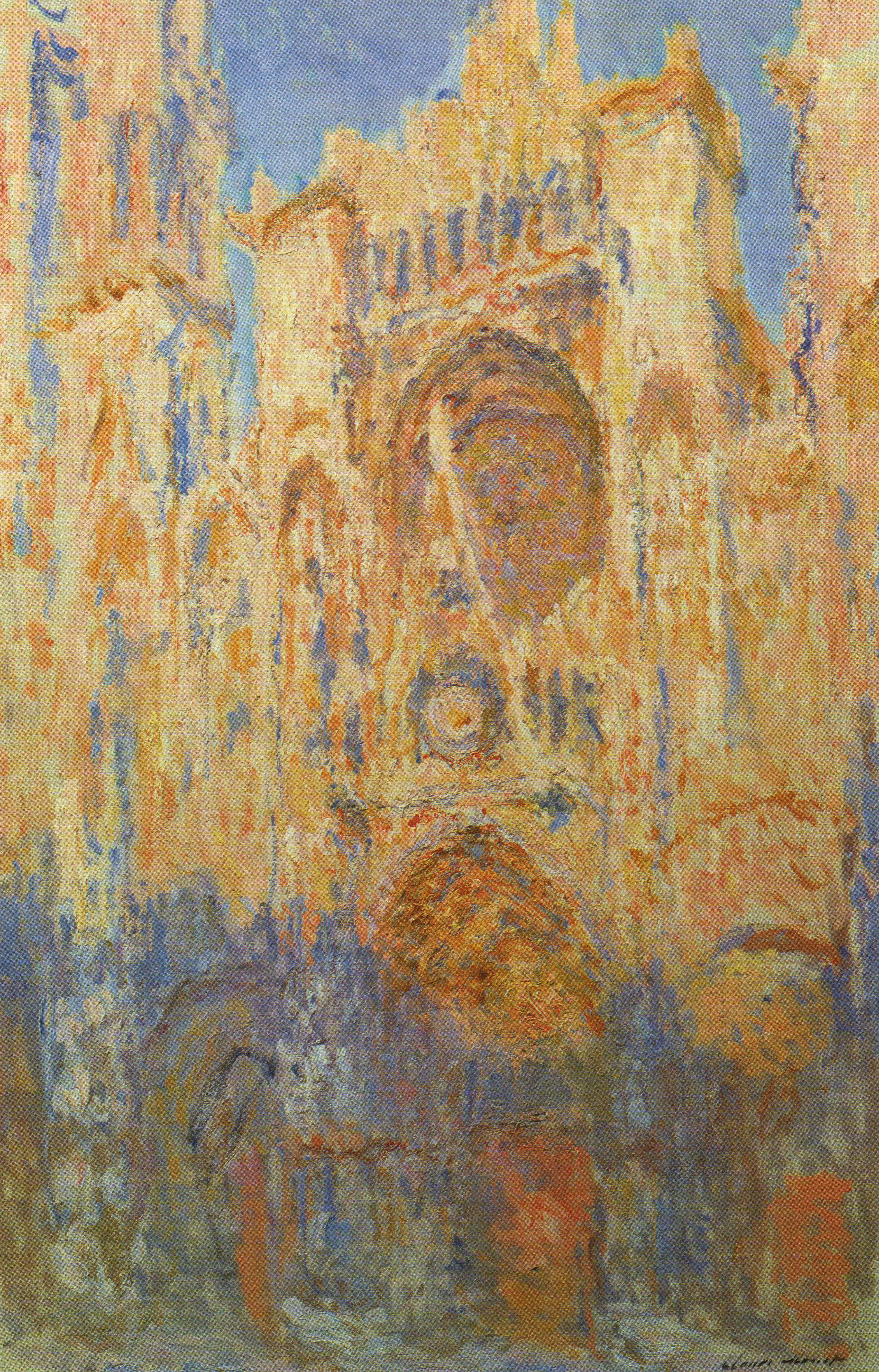
Клод Моне. Руанський собор, фасад (закат)
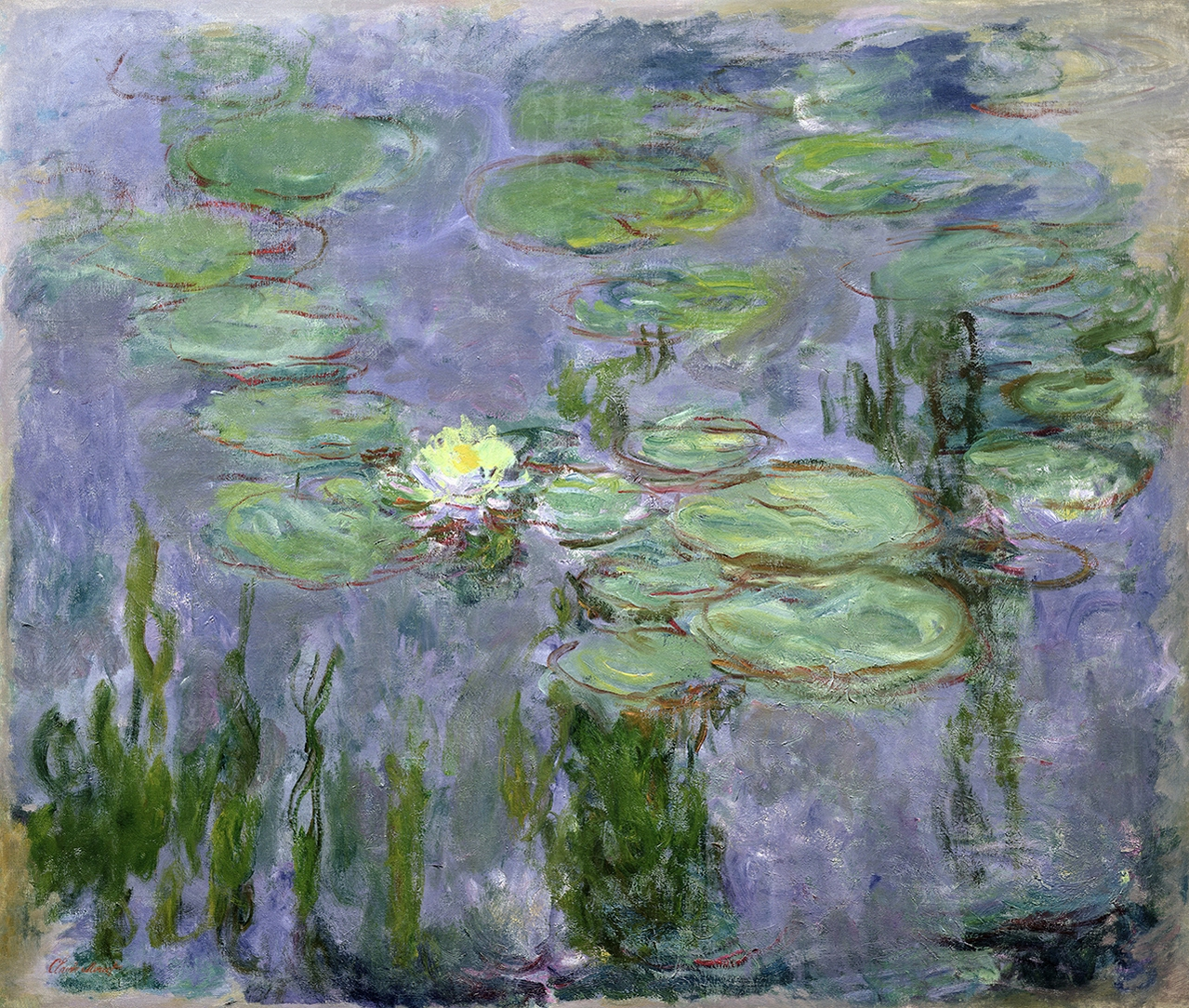
Клод Моне. Водяні Лілії
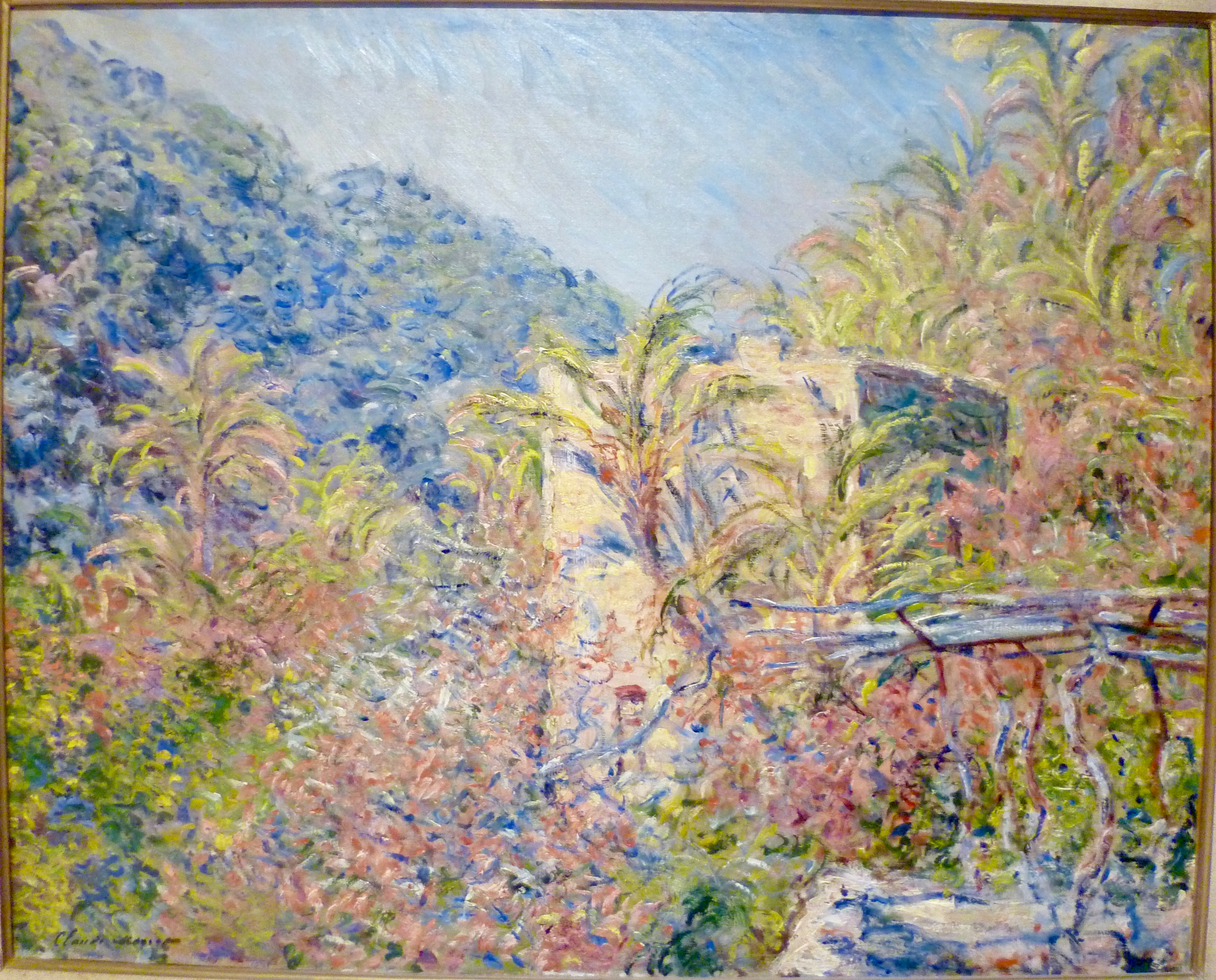
Клод Моне. Vallée de Sasso. Effet de soleil
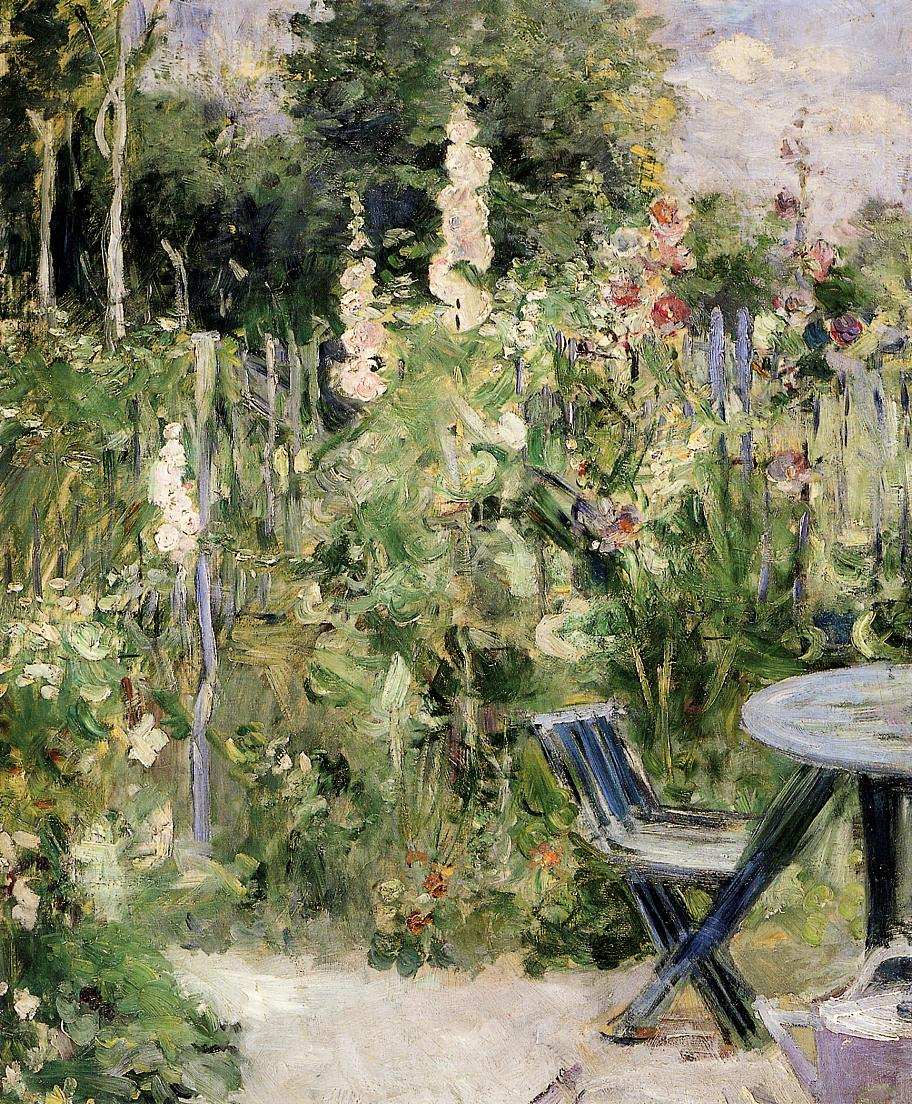
Берта Морізо. Rose Trémière